# Arr, Mauretanien
Arr är en kommun i departementet Sélibabi i Mauretanien. Kommunen har en yta på 852,9 km2, och den hade 17 085 invånare år 2013.